# ITインフラストラクチャ
ITインフラストラクチャ（英: Information technology infrastructure）は、広義には、ITサービスの基盤となる、一連の情報技術（IT）のコンポーネント（構成要素）。典型的には、物理的構成要素（コンピューターハードウェア（en:Computer hardware）およびネットワーク機器（en:networking hardware）および設備）のことを指すが、それに加えてさまざまなソフトウェアおよびネットワーク・コンポーネントも指す。
ITIL Foundationコースの用語集によると、ITインフラストラクチャは、「ITサービスの開発、テスト、提供、監視、制御、またはサポートに必要なすべてのハードウェア、ソフトウェア、ネットワーク、設備など。ITインフラストラクチャという用語には、情報技術の構成要素が含まれる一方、関与する人、プロセス、文書は含まれない。」と定義される  。

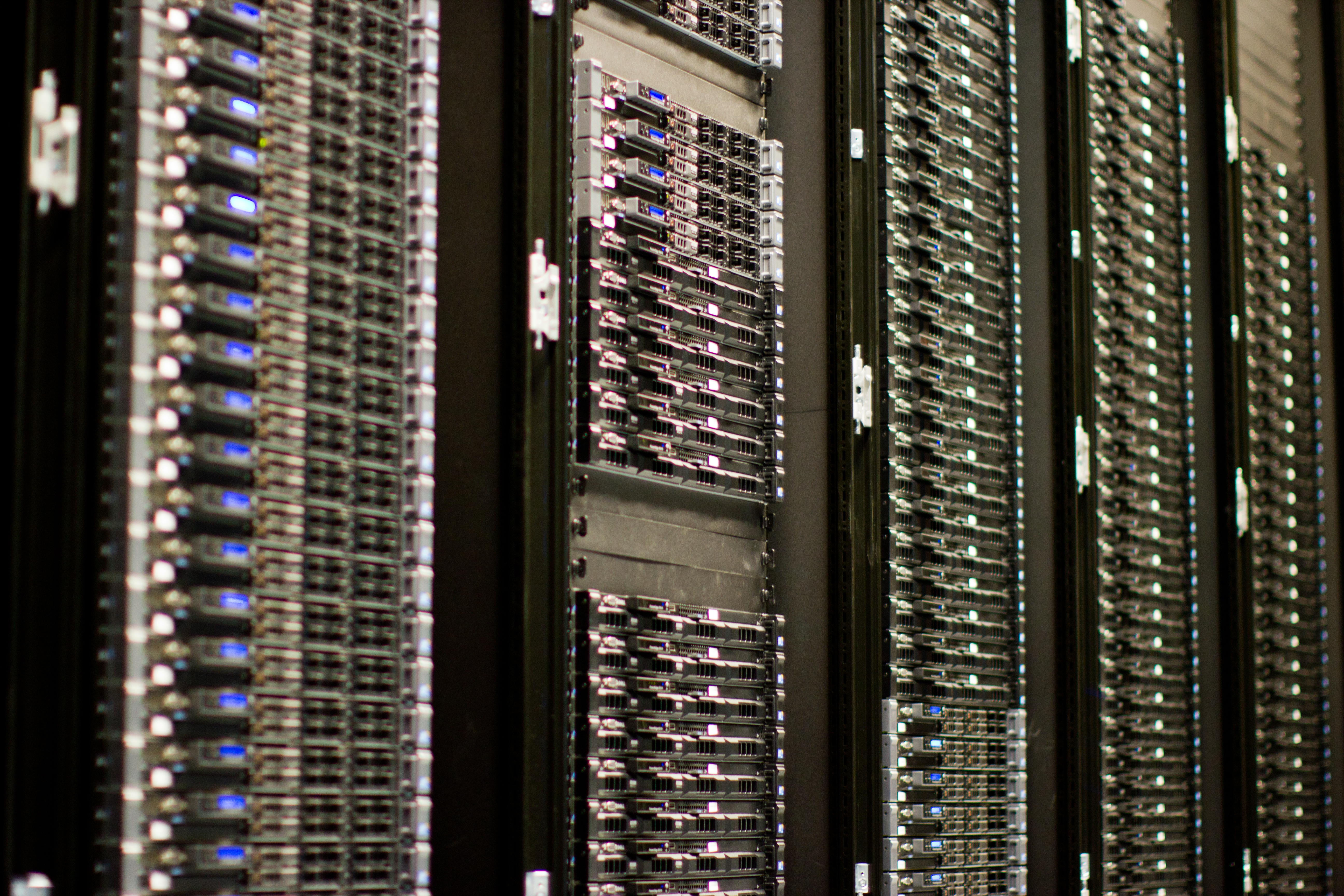
サーバ。ITインフラの物理的構成要素。（写真はWikimedia Foundationのサーバ群）
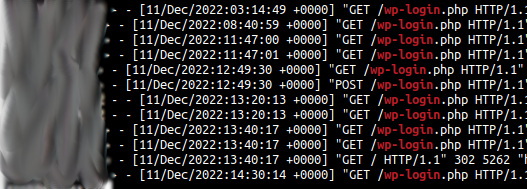
ソフトウェア。（写真はWebサーバ・ソフトウェアの一種であるApache HTTP Serverのログ）
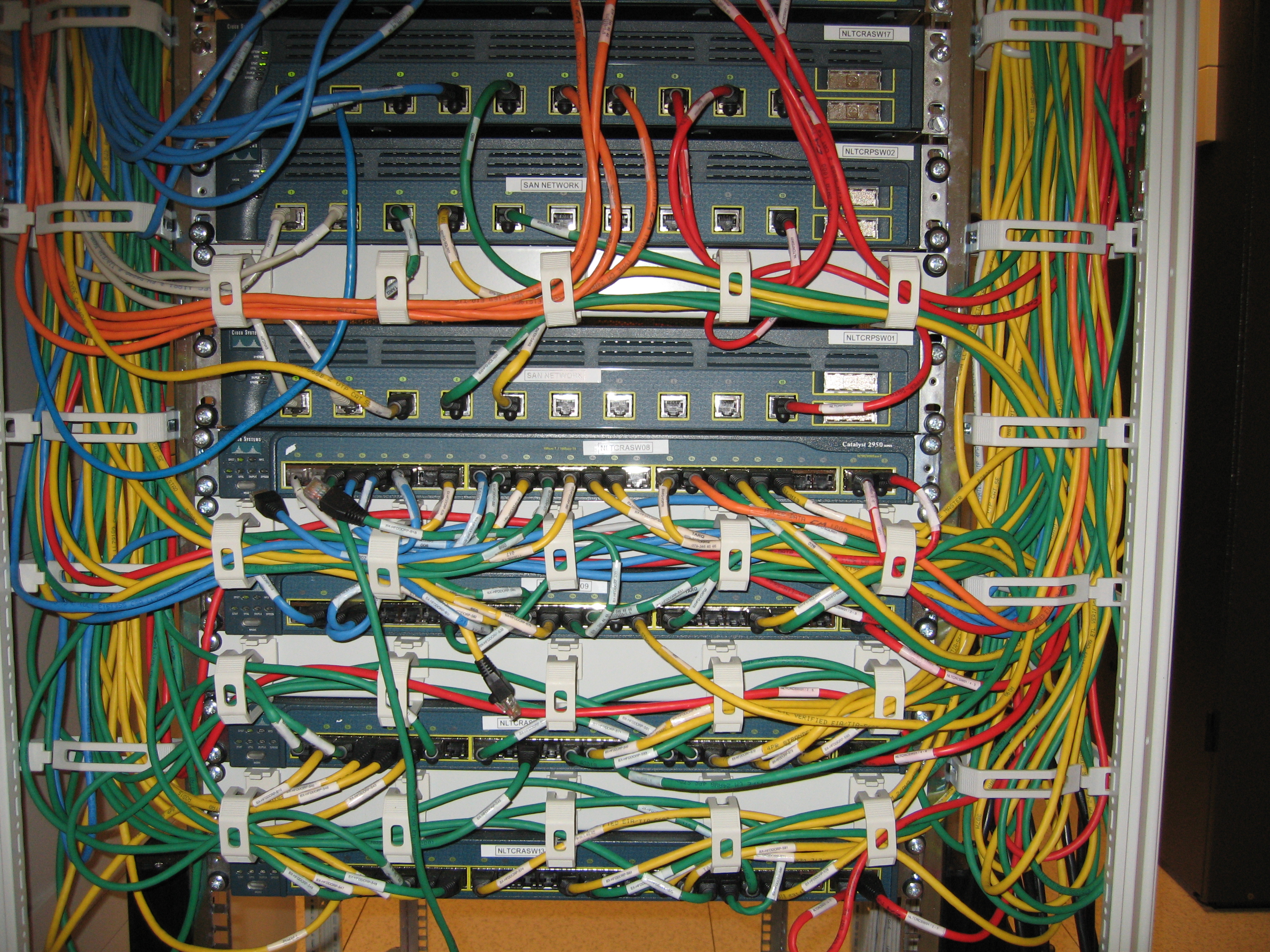
ネットワーク機器。（写真はスイッチングハブ）
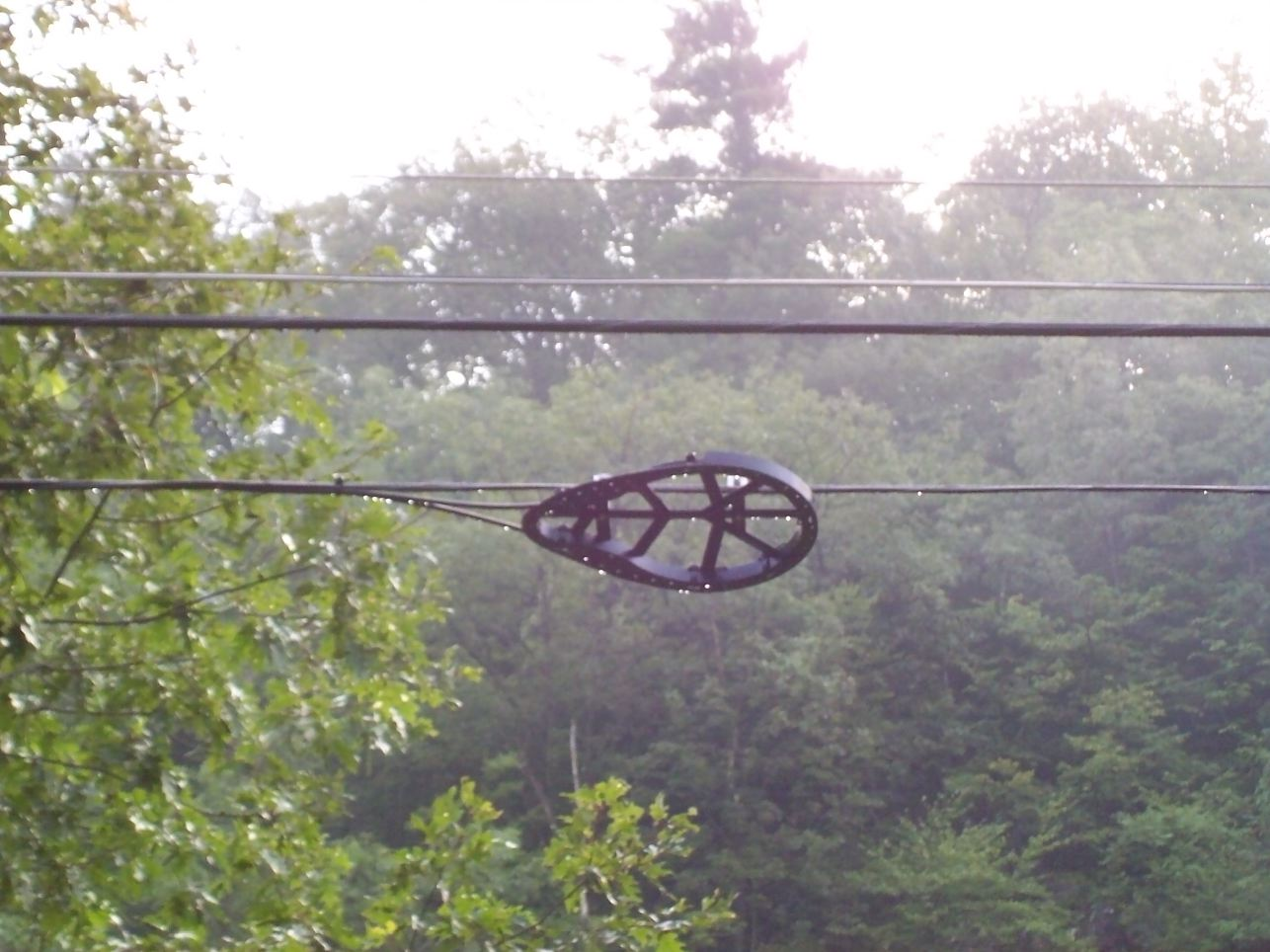
光ファイバー
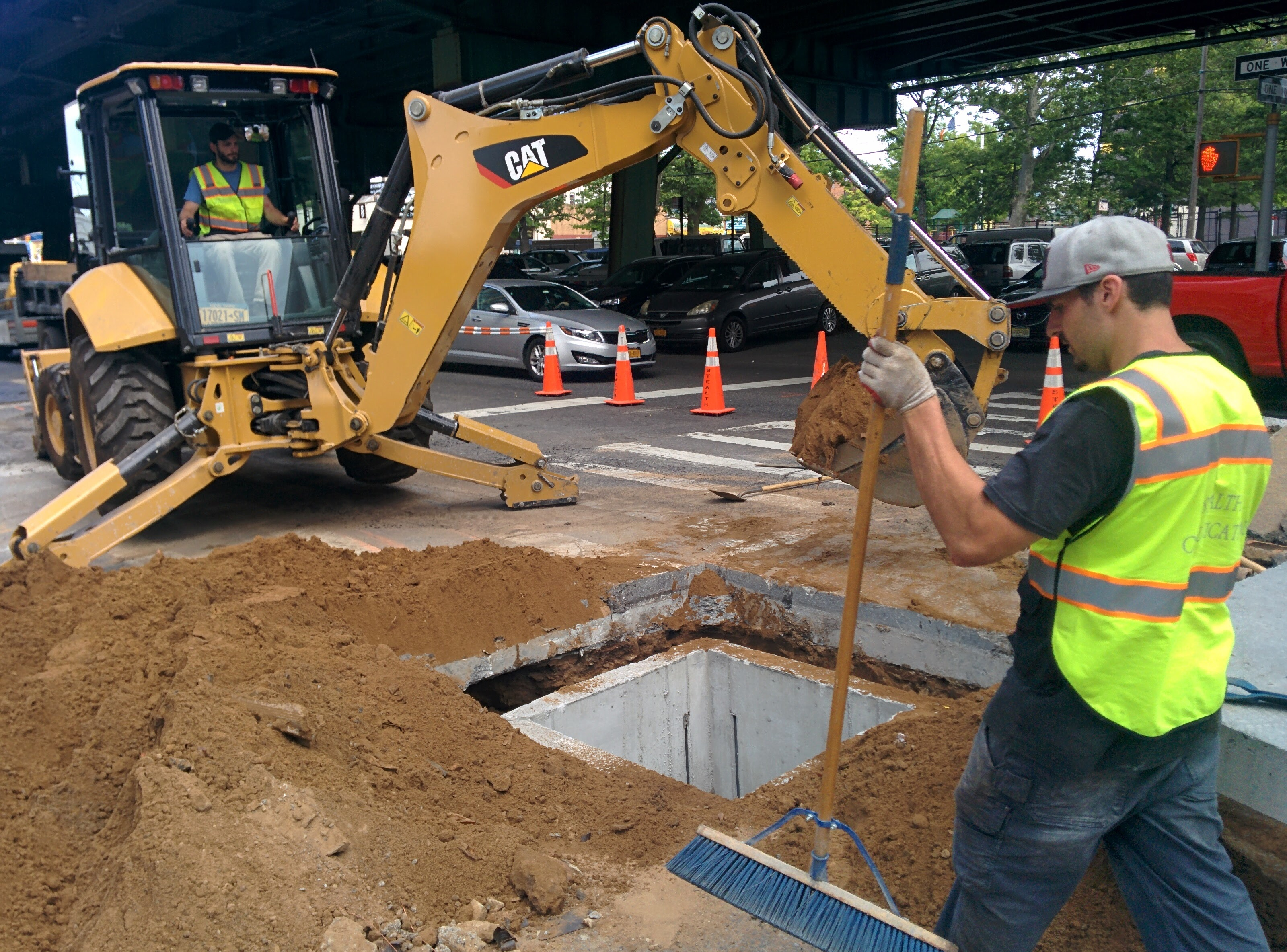
地下に施設する光ファイバー。（写真は光ファイバーのためのマンホールの工事中）
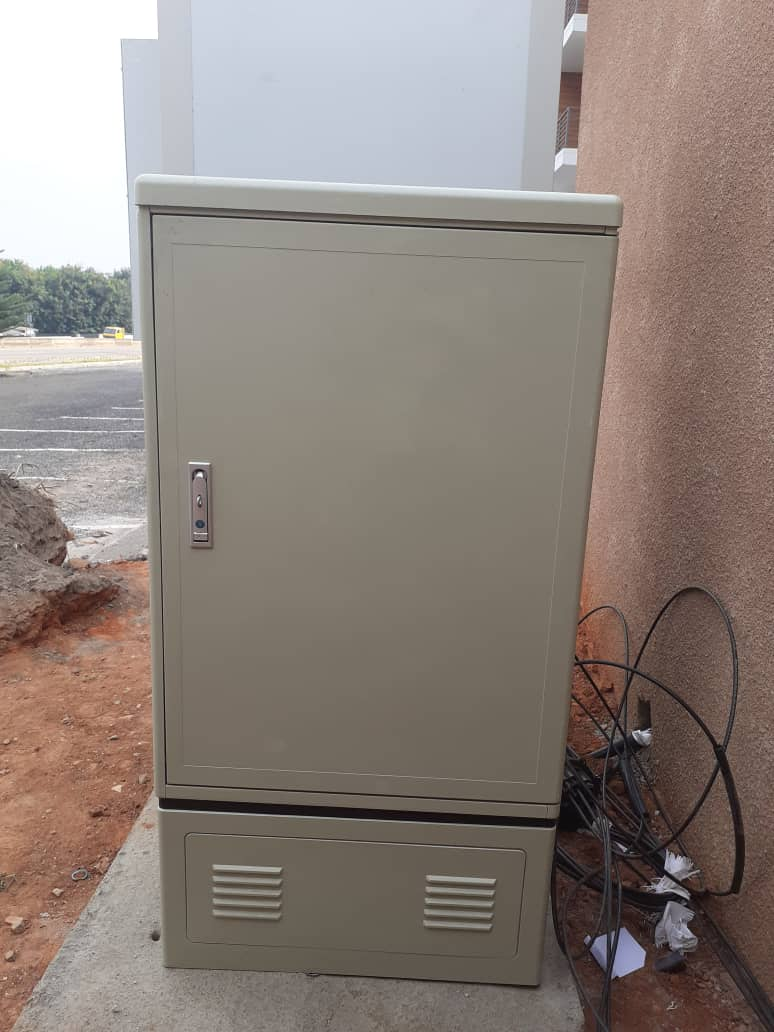
光ファイバー関連設備
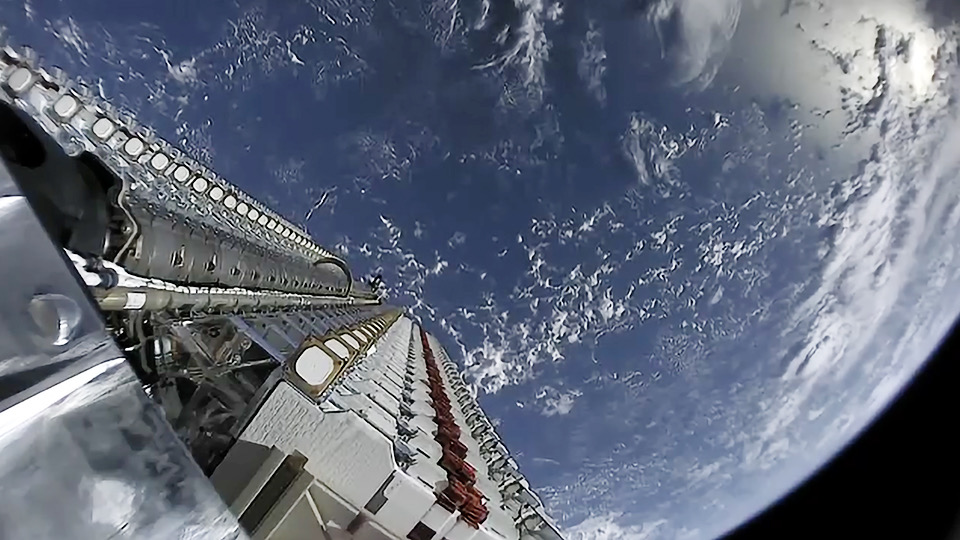
スターリンク
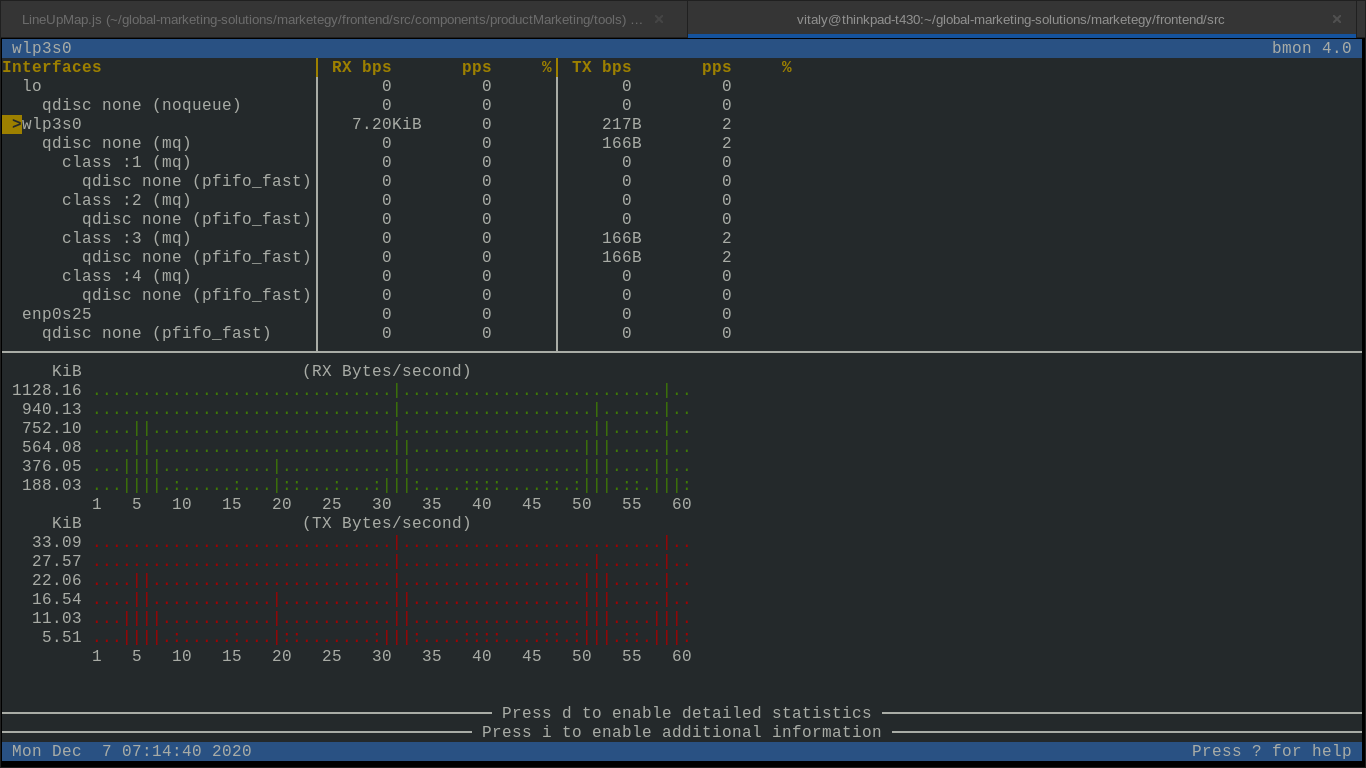
ネットワーク関連のソフトウェア類
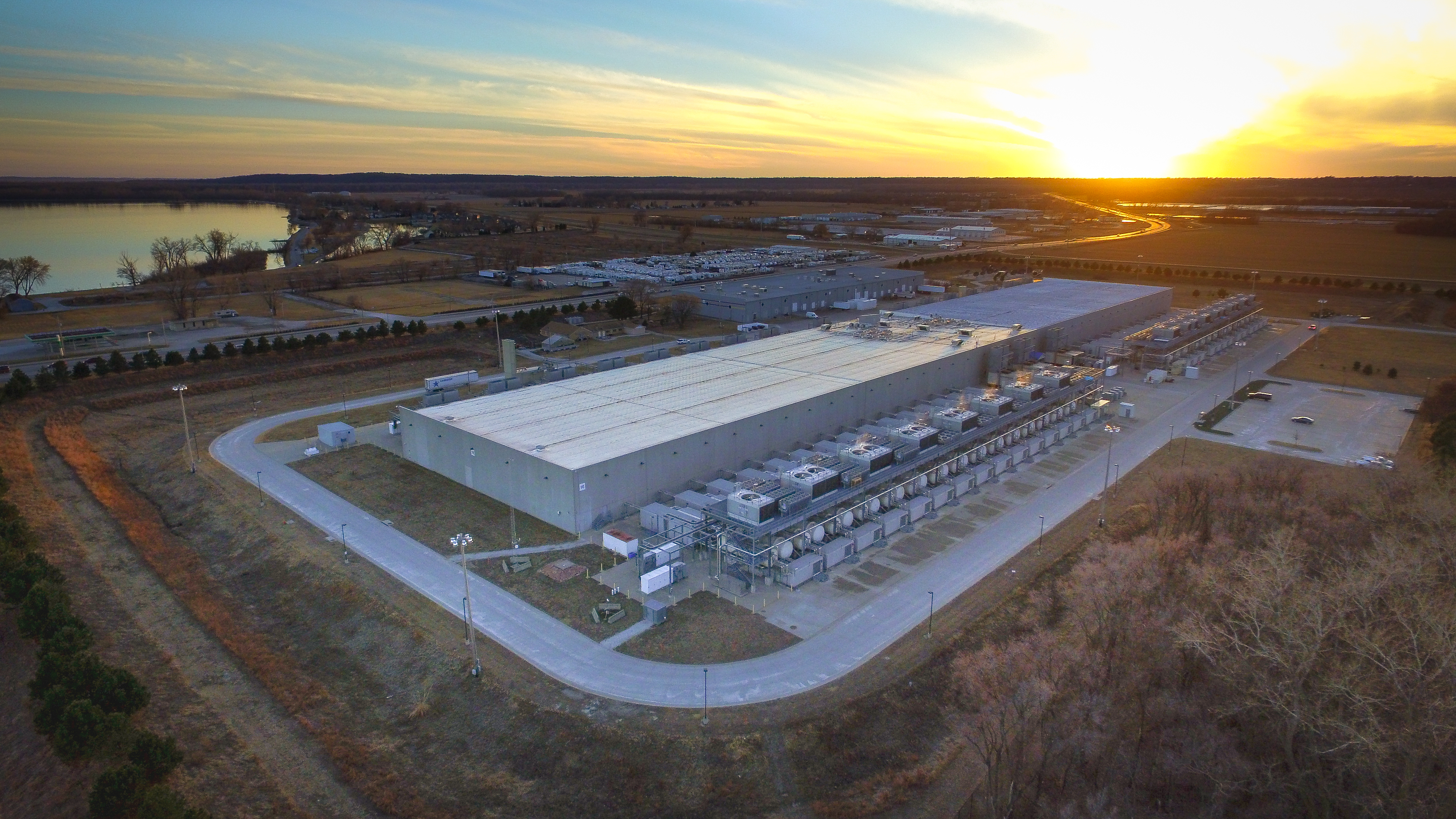
データセンター。施設の一種。写真はGoogleのデータセンター。
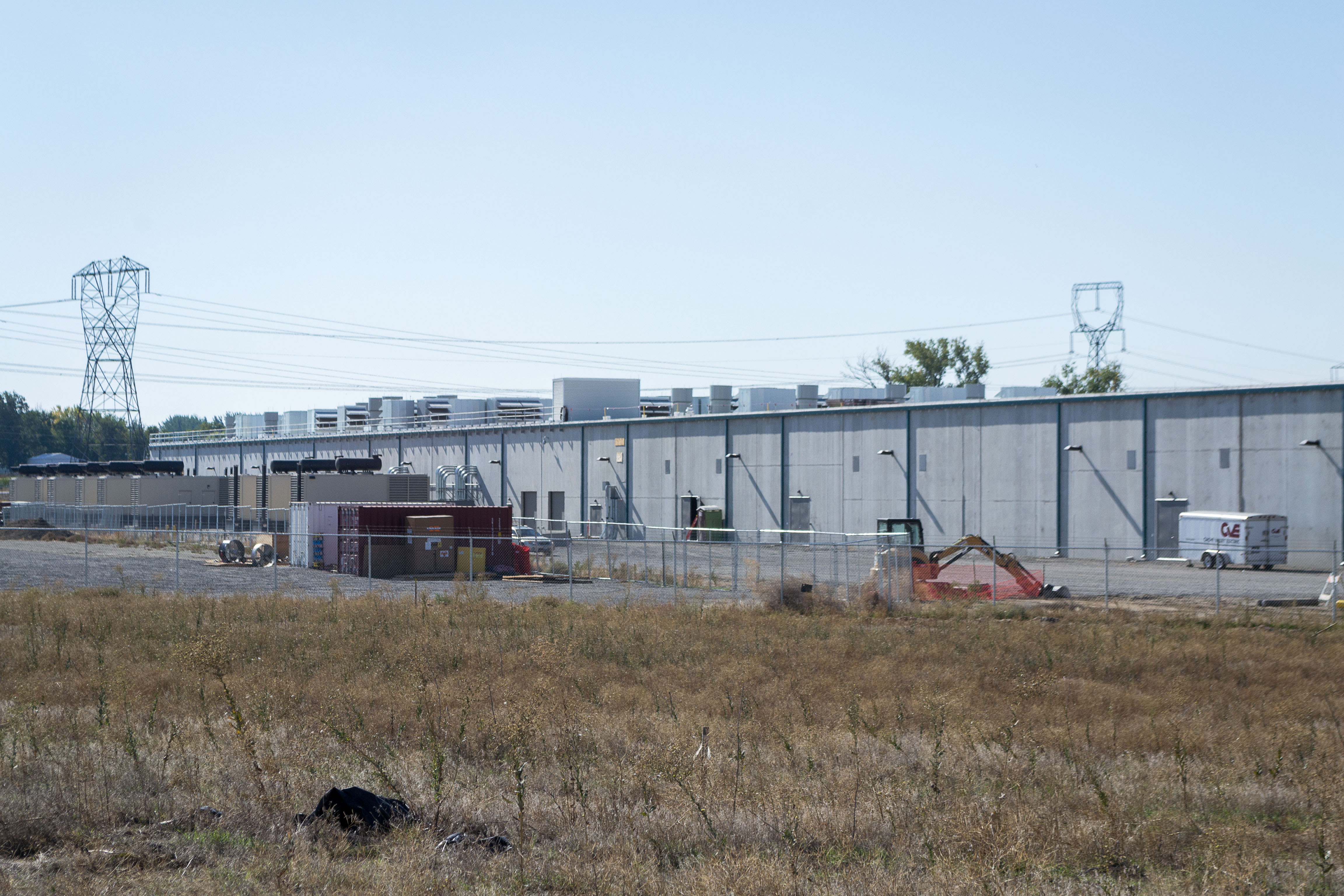
Amazonのデータセンター

エンタープライズITインフラストラクチャは通常、エンタープライズIT環境の存在、運用、および管理に必要な構成要素を指す。ITインフラストラクチャは組織の内部、所有施設内、またはクラウドコンピューティングシステム内のいずれか、または組み合わせで展開される可能性がある。ITインフラストラクチャは、企業全体の運用に必要な、一連の物理デバイスとソフトウェアアプリケーションで構成される。